# Скурелле
Скурелле (итал. Scurelle) — коммуна в Италии, расположена в провинции Тренто области Трентино-Альто-Адидже.
Население составляет 1401 человек (2011 г.), плотность населения составляет 46 чел./км². Занимает площадь 29,85 км². 
Почтовый индекс — 38050. Телефонный код — 0461.
Покровительницей коммуны почитается святая равноапостольная Мария Магдалина, празднование 22 июля.

## Демография
Динамика населения:

## Администрация коммуны
- Официальный сайт: http://www.comune.scurelle.tn.it/